# Zbyluty
Zbyluty (deutsch Sbylutten, 1938 bis 1945 Billau) ist ein kleiner Ort in der polnischen Woiwodschaft Ermland-Masuren und gehört zur Landgemeinde Janowiec Kościelny im Powiat Nidzicki (Kreis Neidenburg).

## Geographische Lage
Zbyluty liegt im Südwesten der Woiwodschaft Ermland-Masuren, neun Kilometer südlich der Kreisstadt Nidzica (deutsch Neidenburg).

## Geschichte
Im Jahre 1359 wurde das damals Spiluty, nach 1579 Zebelutten, vor 1785 Sbilutten und nach 1785 Sbylutten genannte kleine Gutsdorf gegründet. Als der Amtsbezirk Kandien (polnisch Kanigowo) im Jahre 1874 im ostpreußischen Kreis Neidenburg errichtet wurde, wurde Sbylutten ein Teil desselben.
73 Einwohner zählte Sbylutten im Jahre 1910, im Jahre 1933 waren es 96.
Am 3. Juni – amtlich bestätigt am 16. Juli – 1938 wurde Sbylutten aus politisch-ideologischen Gründen der Abwehr fremdländisch klingender Ortsnamen in „Billau“ umbenannt. Die Einwohnerzahl belief sich ein Jahr später auf 88.
Die 1945 in Kriegsfolge erfolgte Überstellung des gesamten südlichen Ostpreußen an Polen betraf nun auch den kleinen Ort Billau. Er erhielt die polnische Namensform „Zbyluty“ und ist heute eine Ortschaft innerhalb der Gmina Janowiec Kościelny im Powiat Nidzicki, bis 1998 der Woiwodschaft Olsztyn, seither der Woiwodschaft Ermland-Masuren zugehörig.

## Kirche
Bis 1945 war Sbylutten resp. Billau in die evangelische Kirche Kandien (polnisch Kanigowo) in der Kirchenprovinz Ostpreußen der Kirche der Altpreußischen Union außerdem in die römisch-katholische Kirche Napierken (1938 bis 1945 Wetzhausen (Ostpr.), polnisch Napierki) im damaligen Bistum Ermland eingepfarrt. Heute gehört Zbyluty zur evangelischen Heilig-Kreuz-Kirche Nidzica in der Diözese Masuren der Evangelische-Augsburgischen Kirche in Polen bzw. zur römisch-katholischen Pfarrkirche Napierki im jetzigen Erzbistum Ermland.

## Verkehr
Zbyluty liegt östlich der verkehrsreichen Schnellstraße 7 – auch Europastraße 77 – und ist über eine Nebenstraße von Powierz (Powiersen, 1938 bis 1945 Waldbeek) nach Janowiec Kościelny zu erreichen. Eine Bahnanbindung besteht nicht.